# Emi Yamamoto
Emi Yamamoto (山本 絵美, 9 de març de 1982) és una exfutbolista japonesa.

## Selecció del Japó
Va debutar amb la selecció del Japó el 2003. Va disputar 22 partits amb la selecció del Japó. Ha disputat Copa del Món de 2003 i Jocs Olímpics d'estiu de 2004.

## Estadístiques
| Selecció del Japó | Selecció del Japó | Selecció del Japó |
| Anys              | Partits           | Gols              |
| ----------------- | ----------------- | ----------------- |
| 2003              | 14                | 1                 |
| 2004              | 8                 | 3                 |
| Total             | 22                | 4                 |